# Mockbuster
Un mockbuster és una pel·lícula creada per a explotar la publicitat d'una altra pel·lícula coneguda amb un títol o tema similar. Els mockbusters sovint es fan amb un pressupost baix i una producció ràpida per a maximitzar els beneficis. Mockbuster és un mot creuat de les paraules mock («paròdia») i blockbuster (superproducció).
A diferència de les pel·lícules produïdes per aprofitar la popularitat d'un llançament recent mitjançant l'adopció d'elements narratius o de gènere similars, els mockbusters es produeixen sovint simultàniament amb les pel·lícules de referència i s'estrenen directament per a vídeo al voltant del moment en què s'estrena la pel·lícula en què s'inspiren. Un mockbuster pot ser prou semblant en el títol o embalatge perquè els consumidors el confonguin amb la pel·lícula original que imita.

## Història
Els mockbusters tenen una llarga història a Hollywood. Per exemple, la pel·lícula de Irvin Vanwick de 1959 The Monster of Piedras Blancas va ser una clara derivació de La dona i el monstre, amb un vestit de criatura del mateix dissenyador, Jack Kevan. Attack of the 50 Foot Woman va generar Village of the Giants, i de La terra oblidada pel temps se'n va derivar Legend of Dinosaurs & Monster Birds.

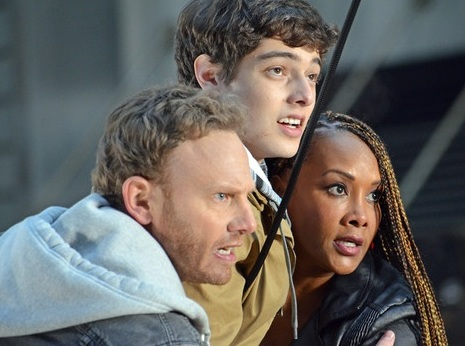
Fotograma de Sharknado 2

Aquests mockbusters s'ajusten al model de sèrie B, produïts amb un pressupost reduït i derivats de projectes similars. Els costos més baixos a l'hora d'utilitzar equips de filmació i gràfics per ordinador i la relació amb la publicitat de la pel·lícula comercial van permetre que el mockbuster es convertís en un nínxol rendible al mercat del vídeo domèstic. Blockbuster, una franquícia estatunidenca de videoclubs, va comprar 100.000 còpies de la versió de la productora The Asylum de H. G. Wells' War of the Worlds durant la setmana d'estrena de la pel·lícula de Steven Spielberg basada en La guerra dels mons i protagonitzada per Tom Cruise.
La majoria dels mockbusters s'aprofiten de la popularitat de les pel·lícules estrenades a les sales de cinema, però alguns deriven d'una sèrie de televisió. La pel·lícula de 1979 Angels Revenge tenia força similituds amb la popular sèrie de televisió Els àngels de Charlie. Glen A. Larson va ser acusat de produir mockbusters en el moment àlgid de la seva carrera, per exemple, amb la sèrie de televisió Battlestar Galactica,va aprofitar la popularitat de Star Wars episodi IV: Una nova esperança, mentre que Alias Smith and Jones era una nova interpretació de Butch Cassidy and the Sundance Kid.
En la realització de pel·lícules de blaxploitation, era una pràctica habitual titular les pel·lícules després de pel·lícules anteriors reeixides protagonitzades per repartiments predominantment blancs, i produir pel·lícules amb títols similars protagonitzades per repartiments predominantment afroamericans, tal com s'observa a les pel·lícules Black Shampoo (1976, després de Xampú), Black Lolita (1975, després de Lolita) i The Black Godfather (1974, després d'El Padrí). També es podien fer interpretacions blaxploitation d'històries clàssiques de terror, com Blacula (1974) i Dr. Black, Mr. Hyde (1976).
La pel·lícula de 2011 Aliens vs. Avatars va ser un crossover amb Alien i Avatar, tot i que les dues últimes pel·lícules no tenen cap connexió fora del director James Cameron. La pel·lícula segueix la batalla intergalàctica entre una raça alienígena i uns extraterrestres que canvien de forma, mentre sis amics de la universitat es troben enmig d'una guerra interestel·lar.
Una pel·lícula de terror de ciència-ficció de 1993 titulada Carnosaur, produïda per Roger Corman i protagonitzada per Diane Ladd com a científica boja que planeja recrear dinosaures i destruir la humanitat, es basa en la novel·la homònima de 1984 de John Brosnan. Va ser estrenada per New Horizons Picture Corp dues setmanes abans de la superproducció Jurassic Park. Avengers Grimm (2015) és un mockbuster híbrid d'Avengers: Age of Ultron i Once Upon a Time, Tomb Invader (2018) ho és de la sèrie Tomb Raider, i Road Wars: Max Fury (2024) és un mockbuster de Mad Max aprofitant la tirada comercial de Furiosa: A Mad Max Saga.